# Kanton La Gâtine
La Gâtine is een kanton van het Franse departement Deux-Sèvres. Het kanton maakt deel uit van het arrondissement  Parthenay. Het werd opgericht bij decreet van 18 februari 2014 met uitwerking op 22 maart 2015 met Secondigny als hoofdplaats.

## Gemeenten
Het kanton omvatte 40 gemeenten bij zijn oprichting.

Op 1 januari 2019 werden de gemeenten Chantecorps en Coutières samengevoegd tot de fusiegemeente (commune nouvelle) Les Châteliers en 

de gemeenten Saint-Pardoux en Soutiers samengevoegd tot de fusiegemeente (commune nouvelle) Saint-Pardoux-Soutiers.

Sindsdien omvat het kanton volgende 38 gemeenten:
- Allonne
- Aubigny
- Azay-sur-Thouet
- Beaulieu-sous-Parthenay
- La Boissière-en-Gâtine
- Les Châteliers
- Clavé
- Doux
- La Ferrière-en-Parthenay
- Fomperron
- Les Forges
- Gourgé
- Les Groseillers
- Lhoumois
- Mazières-en-Gâtine
- Ménigoute
- Oroux
- La Peyratte
- Pougne-Hérisson
- Pressigny
- Reffannes
- Le Retail
- Saint-Aubin-le-Cloud
- Saint-Georges-de-Noisné
- Saint-Germier
- Saint-Lin
- Saint-Marc-la-Lande
- Saint-Martin-du-Fouilloux
- Saint-Pardoux-Soutiers
- Saurais
- Secondigny
- Thénezay
- Vasles
- Vausseroux
- Vautebis
- Vernoux-en-Gâtine
- Verruyes
- Vouhé